# 栗山賢秋
栗山 賢秋（くりやま まさあき、1971年9月20日 - ）は、日本の実業家、著作家。 匯海日本株式会社代表取締役。

## 経歴
福岡県生まれ。福岡県福岡市で育つ。慶應義塾大学卒業。
2021年、匯海日本株式会社の社長に就任する。同社は中国の匯海グループの日本法人で、日中の文化交流やビジネス支援を行っている。

## 著書
- 暗号通貨とブロックチェーンの先に見る世界 ―テクノロジーはどんな夢を見せてくれるのか（2018年12月、梓書院、ISBN 4870356368）
- 加密货币与区块链所预见的世界（2019年、上海财经大学出版社、ISBN 9787564233242）